# Monheim am Rhein
Monheim am Rhein es un municipio situado en el distrito de Mettmann, en el estado federado de Renania del Norte-Westfalia (Alemania), con una población a finales de 2016 de unos 40 814 habitantes.

## Ubicación geográfica
El municipio está ubicado al noroeste de la región histórica de Renania, en la región administrativo-gubernamental de Düsseldorf, entre las ciudades de Düsseldorf y Leverkusen. Sin embargo, la parroquia católica de San Gereón y San Dionisio pertenece a la arquidiócesis de Colonia. Al otro lado del río Rin se encuentra la antigua fortificación de Zons, a la que solo se puede llegar en ferri.

## Historia
Los orígenes del lugar se remontan a la Edad Media. Un documento del año 1157 menciona a un "willehelm de munheym" (Guillermo de Monheim), que había acordado un intercambio de tierras con el capítulo de la Iglesia de San Gereón en Colonia. Se menciona una aduana en 1257 y una cervecería en 1262. Se documenta un mercado en el año 1307. En la antigüedad, el paisaje urbano estaba mucho más influenciado por el Rin que en la actualidad. El curso del río cambió repetidamente, lo que tuvo consecuencias catastróficas, hasta que se construyó el dique en 1929. Desde una enorme inundación en el siglo XIV, por lo tanto, el antiguo fuerte romano de Haus Bürgel ya no se encuentra en el lado izquierdo del Rin, sino en el lado derecho.
Los Condes (desde 1380: Duques) de Berg fueron los gobernantes de Monheim durante siglos. Desde alrededor de 1250, los condes dividieron su territorio en ocho partidos judiciales (Ämter); uno de ellos era el Amt de Monheim. En 1363, además de Monheim y Baumberg, su Amt incluía los lugares actuales de Hitdorf, Rheindorf, Reusrath, Richrath, Urdenbach, Benrath, Himmelgeist, Itter, Holthausen, Wersten, Bilk y Hamm. Entre 1390 y 1408, Monheim fue elevada al rango de "ciudad libre", una ciudad que se gobierna a sí misma, de ahí el nombre "Alte Freiheit" ("Vieja Libertad"), que es de uso común en la actualidad. Su elevación al rango de "ciudad libre" probablemente se debió a la ubicación estratégica de Monheim: se encontraba entre las áreas controladas por los condes de Berg y los arzobispos de Colonia, un área llena de conflictos. En 1275, Monheim había sido fortificado por el conde Adolf V como reacción a la fortificación de Worringen por parte del arzobispo. Solo unos años más tarde, bajo la presión de su rival en Colonia, Adolf V tuvo que derribar nuevamente las fortificaciones de Monheim. En 1415, Adolf VII, duque de Berg desde 1408 y duque de Jülich desde 1423, construyó una segunda fortificación en Monheim; éste sólo duró dos años. La última fortificación se construyó en 1423. La "Torre de los Pícaros" (Schelmenturm) aún hoy da testimonio de ello.
Después de que Napoleón fundara la Confederación del Rin en 1806, se disolvió el Amt de Monheim. Junto con Baumberg, Hitdorf y Rheindorf, Monheim se convirtió en un municipio del Gran Ducado de Berg fundado bajo el dominio napoleónico. Monheim se convirtió en una comunidad dirigida por un alcalde. Después de que Renania fuera anexada al Reino de Prusia por el Congreso de Viena en 1815, se mantuvo la alcaldía de estos municipios. En 1951, Monheim y Baumberg se fusionaron en un solo municipio; en 1960, también se unió Hitdorf, que tenía su propia carta de ciudad desde 1857. En el mismo año, el nuevo gran municipio con unos 13.000 habitantes recibió el título de ciudad. El escudo de armas municipal de Monheim, introducido en 1939, se convirtió luego en el escudo de armas de la ciudad. La década de 1960 vio un rápido crecimiento de la población. Se construyeron nuevos asentamientos para miles de familias en Monheim Sur y Baumberg Este.
A finales de 1974 vivían en Monheim unas 44.000 personas. En este punto, parecía como si la historia de Monheim hubiera llegado a su fin, porque el parlamento estatal de Renania del Norte-Westfalia decidió dividir la ciudad. Como parte de la reorganización de los municipios, Monheim y Baumberg se incorporaron a Düsseldorf y Hitdorf a Leverkusen. Después de una demanda exitosa ante el Tribunal Constitucional del Estado federado de Renania del Norte-Westfalia en Münster, el parlamento estatal decidió volver a independizar a Monheim y Baumberg el 1 de julio de 1976. La ciudad recién formada se integró en el distrito de Mettmann.

## En las artes y la cultura popular

### Lugar conmemorativo para el párroco Franz Boehm
El sacerdote católico Franz Boehm (1880-1945), que se convirtió en párroco en St. Gereon en 1938, fue un predicador contra el régimen nazi. Murió en 1945 en el campo de concentración de Dachau. En 2020 se erigió un busto de bronce de tamaño natural en su honor para conmemorar su 140 cumpleaños. Detrás del busto de tamaño natural hay dos paneles, cada uno de 4,2 metros por 2,25 metros, que fueron diseñados por Thomas Kesseler utilizando la técnica de la serigrafía (silkscreen technique).

### El antiguo fuerte romano de Haus Bürgel
Este sitio arcológico está ubicado en la frontera entre Baumberg y Düsseldorf en un área de conservación del paisaje llamada "Urdenbacher Kämpe", una llanura aluvial del Rin. La fuente más antigua de 1019 afirma que el "Castrum in Burgela" fue construido en el siglo IV como parte de las defensas romanas contra los francos. Todavía se pueden ver algunos restos de las murallas romanas, aunque el sitio se transformó en una casa señorial franca más grande. En los últimos años se ha utilizado como museo y estación de investigación e información biológico-ambiental.

### Schelmenturm (Torre de los Pícaros)
La torre "Schelmenturm" de 26 metros de altura es el símbolo de Monheim. Fue construido alrededor de 1425 y fue la puerta oriental de la ciudad de las antiguas fortificaciones de los condes de Berg. En los siglos XVI y XVII sirvió como prisión de la ciudad. La torre fue renovada en 1972 y desde entonces se ha utilizado como lugar de encuentro cultural. Se tocan conciertos y se exhiben obras de arte. La oficina del Registro Civil (Standesamt) también realiza bodas aquí.

## Localidades hermanadas
Monheim am Rhein mantiene acuerdos de hermanamiento con seis ciudades:
| Ciudad          | Desde  | Región         | País     |
| --------------- | ------ | -------------- | -------- |
| Wiener Neustadt | (1971) | Baja Austria   | Austria  |
| Tirat Carmel    | (1989) | Haifa          | Israel   |
| Delitzsch       | (1990) | Sajonia        | Alemania |
| Bourg-la-Reine  | (2000) | Altos del Sena | Francia  |
| Malbork         | (2005) | Pomerania      | Polonia  |
| Ataşehir        | (2015) | Estambul       | Turquía  |